# Талаба ібн-Салама аль-Амілі
Талаба ібн-Салама аль-Амілі (*д/н — бл. 750) — валі Аль-Андалуса у 742—743 роках.

## Життєпис
Походив з сирійського племені клану аль-Амілі. Про місце та дату народження нічого невідомо. У 741 році очолював загін арабів в Іфрикії. Того ж року в складі військ Куйсума ібн-Іяда аль-Касі та Балджи ібн-Біхра аль-Кушайрі в поході на придушення повстання берберів у Магрибі. Після битви при Багбуга, де війська халіфа зазнали поразки, Талаба ібн-Салама зумів врятуватися в Сеуті.
У 742 році у складі військ Балджа ібн-Біхра перебрався до Аль-Андалуса, де звитяжив під час придушення повстання в Медині-Сидонії, Кордові й Толедо. Після цього стає заступником Балджа. Допоміг останньому повалити Абд аль-Маліка ібн-Катана, валі Аль-Андалуса. Але проти сирійських військ на чолі з валі Балджем та Талабою виступили андалузькі араби (так звані баладіди), які завдали поразки у серпні того ж року. Перед смертю Балдж призначив Талабу своїм спадкоємцем на посаді валі.
Талаба ібн-Салама тривалий час мав владу лише навколо Кордоби. Наприкінці 742 року захопив Мериду, але невдовзі опинився в облозі в цьому місті. Незабаром раптовим ударом зняв облогу, захопивши багато анадлузців.
На початку 743 року до Аль-Андалуса виступив Абу аль-Хаттар аль-Хусам ібн-Дарар іль-Кальбі за наказом Хундхали ібн-Сафвана аль-Кальбі, валі Іфрикії. У березні того ж року Талабу було замінено на посаді валі Абу аль-Хаттаром.
У наступні роки Талаба ібн-Салама служив військовим командиром в Іфрикії. У 745 році перебирається до Сирії. Потім служив при аль-Урдані, валі Палестини. У 750 році супроводжував халіфа Марвана II Омейяда після його повалення Абассидами. Напевне, загинув того ж року в Єшипті.